# Жорес, Жан-Себастьян
Жан-Себастьян Жорес (фр. Jean-Sébastien Jaurès; 30 сентября 1977, Тур, Франция) — французский футболист, защитник.

## Карьера
Жорес является воспитанником «Осера», с 15 лет находился в системе клуба, играя за юношескую, молодёжную, а затем и за основную команду. В 1996 году подписал профессиональный контракт с клубом. 22 февраля 1997 года дебютировал в чемпионате Франции в домашнем матче против «Монпелье». Поединок закончился поражением «Осера» со счётом 0:2, Жан-Себастьян на 66-й минуте заменил Жозефа Ассати. Начиная с сезона 2000/01 Жорес стал игроком основы, регулярно проводя более двадцати матчей за чемпионат.
3 июня 2008 года Жан-Себастьян, находясь в качестве свободного агента, подписал трёхлетний контракт с мёнхенгладбахской «Боруссией». 17 августа 2008 года он дебютировал в Бундеслиге в домашнем матче первого тура против «Штутгарта», который был проигран со счётом 1:3. Жорес вышел в стартовом составе и провёл на поле весь матч. В своём первом сезоне он провёл за «Боруссию» всего четыре матча, виной всему стали травмы, самая серьёзная из которых — травма колена. В сезоне 2009/10 Жоресу довелось сыграть уже больше матчей: он выходил на поле в шестнадцати поединках. По окончании сезона 2010/11 Жорес покинул команду, отыграв за неё всего лишь 20 встреч.